# Thánh Vịnh 23

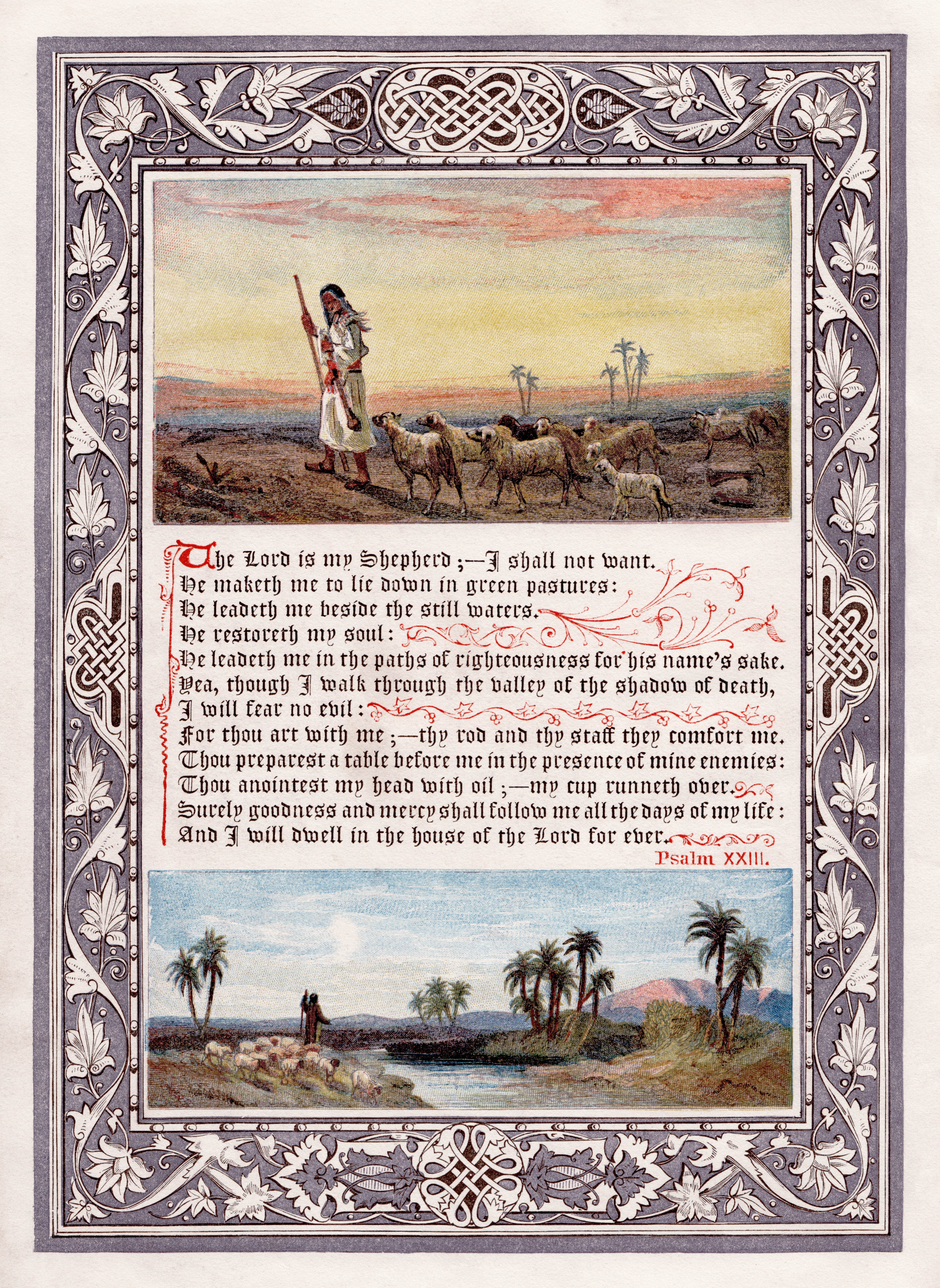
Tranh minh họa trích từ "The Sunday at Home", 1880

Thánh Vịnh 23 hoặc Thi Thiên 23 (hoặc Thánh Vịnh 22 theo cách đánh số Hy Lạp) là một bài Thánh Vịnh nổi tiếng trong Kinh Thánh Hebrew (hoặc Cựu Ước) mà tác giả (được cho là vua David của người Do Thái) ca ngợi Thiên Chúa như là một người mục tử. Đoạn Thánh Vịnh này đều được cả tín hữu Do Thái giáo và Kitô giáo yêu thích, thường được nhắc đến trong các hoạt động thờ phượng và cũng là nguồn chất liệu cho nhiều tác phẩm âm nhạc.

## Chủ đề

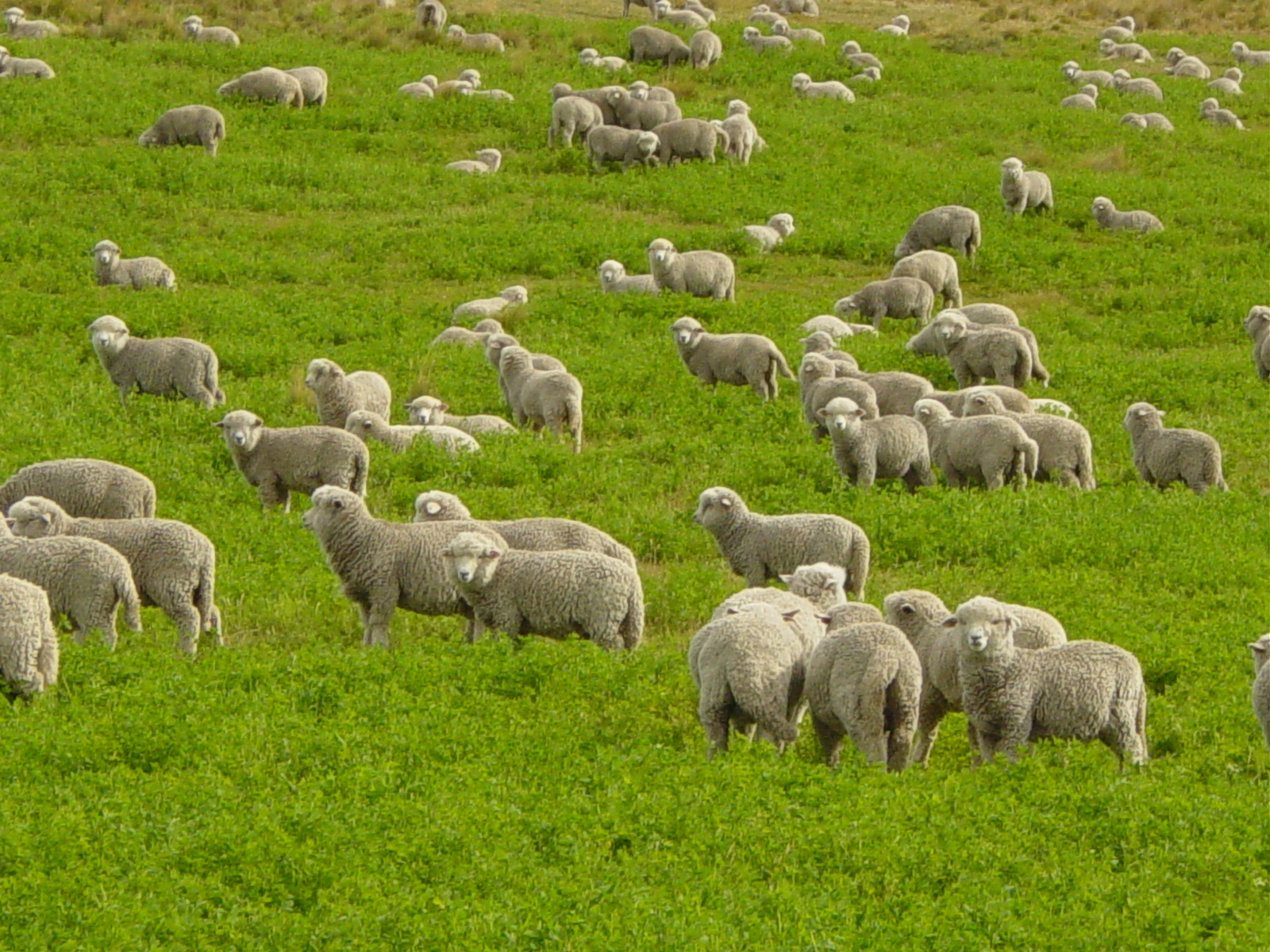
Những con chiên trên đồng cỏ xanh là hình ảnh thường thấy để minh họa cho Thánh Vịnh 23

Thánh Vịnh 23 miêu tả Thiên Chúa như là người mục tử tốt lành, hàm ý đối tượng thụ lãnh là con chiên. Mục tử gần gũi và có thể gọi tên từng con chiên trong đàn, giúp người đọc liên tưởng đến Thiên Chúa trong hình ảnh của một mục tử nhân lành, không chỉ bảo vệ mà còn quan tâm chăm sóc từng con chiên của mình. Ngài ban cho sự no đủ về của ăn, thức uống đó là cỏ xanh tươi và mé nước trong lành, bình tịnh (câu 1, 2) và dẫn lối tiên phong cho đàn chiên của mình (câu 3). Ngài dùng cây côn trượng, dụng cụ của một người chăn chiên (cũng tượng trưng cho năng quyền) để bảo vệ đàn chiên (câu 4), tự tin bảo vệ và âu yếm đàn chiên ngay cả trước mặt quân thù, câu này nhắc đến tập quán của mục tử ở phương đông thời ấy dùng một chiếc bàn thấp cho chiên ăn (câu 5). Thánh Vịnh 23 được kết thúc bằng lời khẳng định hình ảnh người mục tử tốt lành nói trên chính là tượng trưng cho tình yêu của Thiên Chúa đối với loài người (câu 6). Một số nhà bình luận cho rằng, hình ảnh người mục tử gần như là đại diện cho toàn bộ Thánh Vịnh. Do đó, nếu không có người chăn, chiên sẽ chết vì đói hoặc vì sa vào móng vuốt của loài muông sói. Ai cũng biết chiên là loài ngây ngô.

## Do Thái giáo
Theo truyền thống Do Thái giáo, Thánh Vịnh 23 được ngâm tụng vào bữa ăn thứ ba của ngày Shabbath chiều thứ Bảy. Những người thuộc dòng Sephardi và Hasidic cũng ngâm tụng đoạn kinh này trong lễ chiều thứ Sáu, và những bữa ăn trong ngày và đêm Sabbath. Thánh Vịnh 23 cũng được đọc trong lễ an táng cử hành tại nghĩa trang.

## Kitô giáo

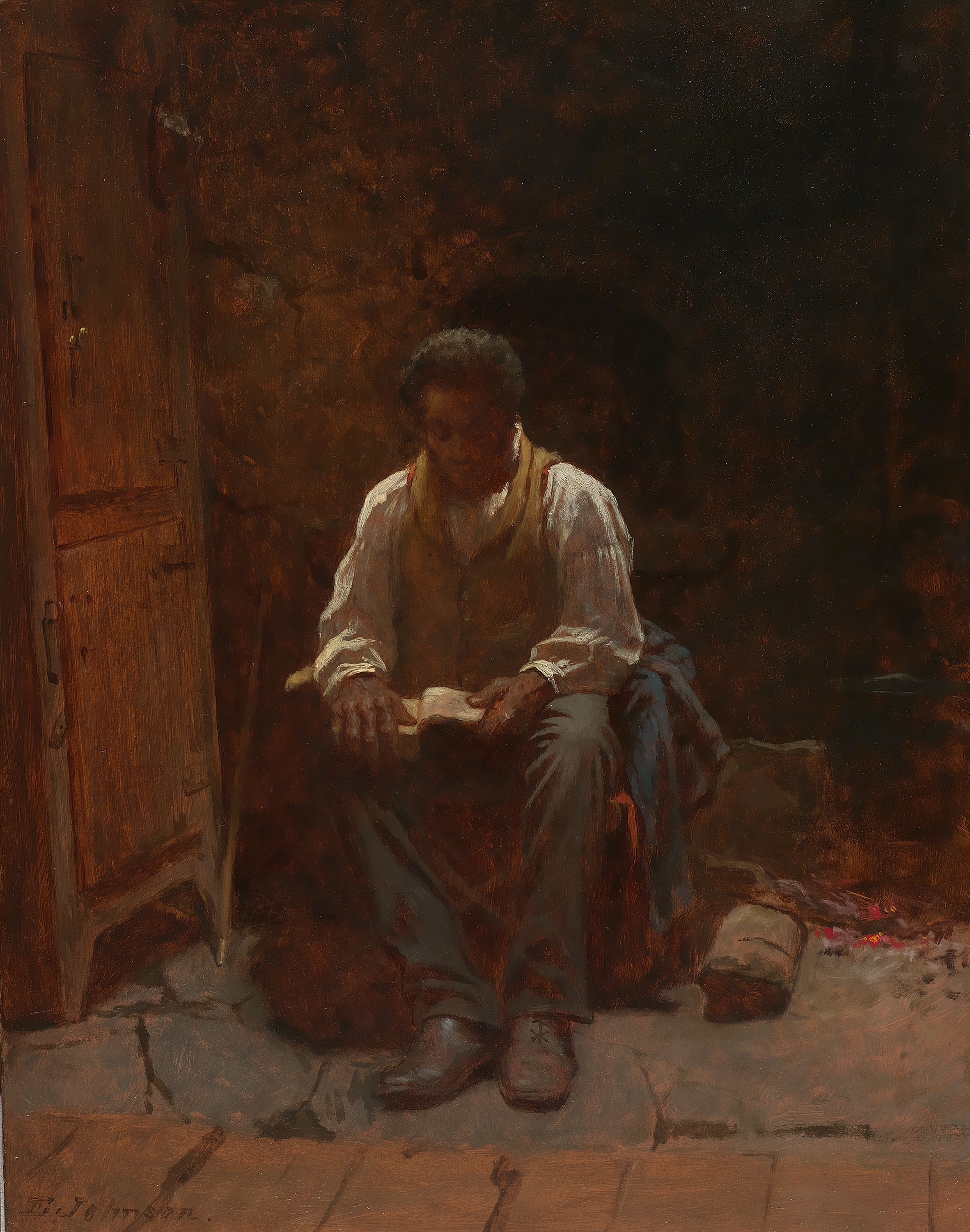
"The Lord is My Shepherd"
tranh Eastman Johnson (1863)

Đối với Kitô hữu (tín hữu Cơ Đốc), hình ảnh Thiên Chúa là đấng chăn chiên nối kết chặt chẽ với Chúa Giêsu, Ngài được miêu tả là "Mục tử nhân lành" trong phúc âm Gioan (Giăng). Theo phụng vụ Chính Thống giáo, Thánh Vịnh 23 được đưa vào lời cầu nguyện chuẩn bị cho việc nhận Bí tích Thánh Thể.
Cuộc Cải cách Kháng Cách đã đẩy mạnh nỗ lực phổ biến đoạn Kinh Thánh này trên khắp Tây Âu với những bản dịch tiếng địa phương. Một trong những bản tiếng Anh được yêu thích nhất là thời ấy là bản Kinh Thánh Geneva (năm 1557). Phiên bản tiếng Anh Thánh Vịnh 23 (Thi Thiên 23) được biết đến nhiều nhất cho đến ngày nay là thuộc bản King James (1611). Thánh Vịnh 23 là đoạn Kinh Thánh được nhiều người học thuộc lòng cũng như được trích dẫn nhiều trong những bài giảng luận.

## Văn vần
Từ năm 1565, Thomas Sternhold đã soạn bản văn vần tiếng Anh cho Thi Thiên 23. Những phiên bản văn vần khác xuất hiện từ thời Cải cách gồm có The Bay Psalm Book (1640), và một phiên bản khác gọi là Scottish Psalter (1650). Phiên bản này được dùng làm ca từ trong nhiều bản thánh ca trong cộng đồng Kháng Cách. Ngoài ra còn những phiên bản khác của George Herbert, Philip Sidney, và Isaac Watts.
Trong thế kỷ 20, Thi Thiên 23 đặc biệt được sử dụng nhiều trong tang lễ thuộc thế giới nói tiếng Anh. Người ta dễ dàng nhìn thấy trên phim ảnh Thi Thiên 23 được đọc cách trang trọng bên huyệt mộ của người vừa khuất. Tuy nhiên, trong Sách Cầu nguyện chung của Anh giáo chỉ có Thi Thiên 39 và 90 được đọc lên trong lễ an táng. Mãi đến năm 1928, Thi Thiên 23 mới được đưa vào bản nhuận chính của giáo nghi Anh giáo ở Mỹ.

## Bản văn

### Công giáo
| Bản dịch của linh mục Nguyễn Thế Thuấn | Bản dịch KPA của Nhóm Phiên Dịch Các Giờ Kinh Phụng Vụ | Bản dịch KPB (để học hỏi) của Nhóm Phiên Dịch Các Giờ Kinh Phụng Vụ |
| --- | --- | --- |
| 1 Thánh vịnh. Của Đavít. Yavê chăn dắt tôi, tôi không thiếu gì. 2 Trong đồng cỏ xanh, Người ràn tôi lại, bên nước nôi an nghỉ, Người dẫn tôi đến. 3 Hồn vía tôi, Người cho lại sức, Người dắt tôi trên đường nẻo chính, vì Danh Người. 4 Dẫu phải qua ghềnh u tối, họa tai tôi chẳng sợ. Vì đã có Người ở với tôi, côn của Người, gậy của Người làm tôi an dạ. 5 Cỗ bàn, Người bày trước mặt tôi, chọc mắt địch thù. Đầu tôi, Người xức đượm dầu, chén tôi trào rượu. 6 Vâng, những phúc cùng ơn dõi dõi theo tôi, suốt mọi ngày đời tôi. Nơi nhà Yavê, tôi sẽ ở lại những ngày trường miên... | 1 Thánh vịnh. Của vua Đa-vít. CHÚA là mục tử chăn dắt tôi, tôi chẳng thiếu thốn gì. 2 Trong đồng cỏ xanh tươi, Người cho tôi nằm nghỉ. Người đưa tôi tới dòng nước trong lành 3 và bổ sức cho tôi. Người dẫn tôi trên đường ngay nẻo chính vì danh dự của Người. 4 Lạy Chúa, dầu qua lũng âm u con sợ gì nguy khốn, vì có Chúa ở cùng. Côn trượng Ngài bảo vệ, con vững dạ an tâm. 5 Chúa dọn sẵn cho con bữa tiệc ngay trước mặt quân thù. Đầu con, Chúa xức đượm dầu thơm, ly rượu con đầy tràn chan chứa. 6 Lòng nhân hậu và tình thương CHÚA ấp ủ tôi suốt cả cuộc đời, và tôi được ở đền Người những ngày tháng, những năm dài triền miên. | 1 Thánh vịnh. Của Đa-vít. ĐỨC CHÚA chăn dắt tôi, tôi chẳng thiếu thốn gì. 2 Trong đồng cỏ xanh tươi, Người cho tôi nằm nghỉ. Người đưa tôi tới dòng nước nghỉ ngơi, 3 phục hồi mạng sống tôi. Người dẫn tôi trên những lối đi công chính vì danh Người. 4 Dầu con đi qua thung lũng của bóng sự chết, con chẳng sợ tai hoạ, vì Ngài ở cùng con. Côn của Ngài và trượng của Ngài, chính chúng an ủi con. 5 Ngài dọn bàn trước mặt con, ngay trước những đối phương của con. Đầu con, Ngài làm béo bằng dầu, chén của con đầy tràn. 6 Vâng, lòng nhân hậu và tình thương sẽ theo tôi suốt mọi ngày đời tôi, và tôi được trở về Nhà ĐỨC CHÚA, những ngày dài triền miên. |

### Tin Lành
1Chúa là Đấng chăn giữ tôi

Tôi sẽ chẳng thiếu thốn gì.

2Ngài khiến tôi an nghỉ nơi đồng cỏ xanh tươi,

Dẫn tôi đến mé nước bình tịnh.

3Ngài làm tươi mới linh hồn tôi.

Dẫn tôi vào các lối công chính

Vì cớ danh Ngài.

4Dù khi con đi trong trũng bóng chết

Con sẽ chẳng sợ tai họa nào,

Vì Chúa ở cùng con;

Cây trượng và cây gậy của Chúa

An ủi con.

5Chúa dọn bàn cho con

Trước mặt kẻ thù nghịch con;

Chúa xức dầu cho đầu con,

Chén con đầy tràn.

6Thật vậy, trọn đời tôi,

Phước hạnh và sự thương xót sẽ theo tôi;

Tôi sẽ ở trong nhà Chúa

Cho đến lâu dài.
— Thi Thiên 23
Bản Hiệu Đính 2010

## Phổ nhạc

### Phụng vụ và cổ điển
- Johann Sebastian Bach, Cantata No.112 Der Herr ist mein getreuer Hirt, BWV 112
- James Leith Macbeth Bain – hymn tune Brother James' Air[4]
- Lennox Berkeley Op. 91, No. 1 (1975)
- Leonard Bernstein – Chichester Psalms (Hebrew, in Part 2, together with Psalm 2)
- Anton Bruckner – Psalm 22 Der Herr regieret mich WAB 34 (k. 1852)
- Paul Creston – Psalm XXIII (1945)
- Herbert Howells – Hymnus Paradisi
- Jessie Seymour Irvine – hymn tune Crimond[4]
- Albert Hay Malotte
- Clément Marot (Latin)
- George Rochberg[5]
- Miklós Rózsa[6]
- Edmund Rubbra – Three Psalms, op.61 (no.2)
- John Rutter – Requiem
- Franz Schubert – version by Moses Mendelssohn (German)
- Randall Thompson[7]
- Ralph Vaughan Williams[8]
- Charles Villiers Stanford – "The Lord is my Shepherd" (1886)[9]
- Alexander Zemlinsky Op. 14, (1910) for chorus and orchestra

### Ca khúc
- 1958: Duke Ellington – "Part VI" from Black, Brown and Beige with Mahalia Jackson
- 1972: Dave Cousins – "Lay Down" from the album Bursting at the Seams
- 1977: Dennis Brown – "Here I Come" from the album Wolf & Leopards
- 1977: Peter Tosh – "Jah Guide" from the album Equal Rights
- 1977: Pink Floyd – "Sheep" from the album Animals
- 1978: Patti Smith Group – "Privilege (Set Me Free)" from the album Easter
- 1980: The Grateful Dead – "Alabama Getaway" from the album Go to Heaven
- 1981: Venom– "Welcome To Hell" from the album Welcome To Hell
- 1982: Keith Green – "The Lord is My Shepherd" from the album Songs for the Shepherd
- 1983: Marillion – "Forgotten Sons" from the album Script for a Jester's Tear
- 1985: Judy Collins - "The Lord is my Shepherd" from the album Amazing Grace
- 1988: Diamanda Galás – "The Lord is my Shepherd" from the album You Must Be Certain of the Devil
- 1988: U2 – "Love Rescue Me" from the album Rattle and Hum
- 1989: Lil' Louis - "Blackout" from the album From The Mind Of Lil Louis
- 1990: Bobby McFerrin – "The 23rd Psalm" from the album Medicine Music
- 1993: Christian Death – Psalm (Maggot's Lair) from album Path of Sorrows
- 1994: Howard Goodall – theme to The Vicar of Dibley, later covered by Katherine Jenkins và The Choirboys
- 1995: Coolio feat. L.V. – "Gangsta's Paradise"
- 1995: Tupac Shakur – "So Many Tears" from the album Me Against The World
- 1996: Cissy Houston, (Whitney Houston's mother) – "The Lord is My Shepherd" from the The Preacher's Wife: Original Soundtrack Album
- 1997: Christopher Wallace (The Notorious B.I.G.) – "You're Nobody (Til Somebody Kills You)" from the album Life After Death
- 1998: Colin Mawby – recording with Charlotte Church
- 1999: E Nomine – "Psalm 23" from the album Das Testament
- 1999: Jonathan Elias – "Forgiveness" from the album The Prayer Cycle
- 1999: Ky-mani Marley – "Lord is My Shepherd" from the album The Journey
- 2000: Marilyn Manson – "In The Shadow Of The Valley Of Death" from the album Holy Wood
- 2001: Dan Nichols – "Psalm 23" from the album Be Strong
- 2002: Boards of Canada – "From One Source All Things" from the album Geogaddi
- 2003: Lucinda Williams – "Atonement" from the album World Without Tears
- 2004: Kanye West – "Jesus Walks" from the album The College Dropout
- 2004: Megadeth – "Shadow of Deth" from the album The System Has Failed
- 2004: OverClocked Remix – "Beneath the Surface (Aquatic Ambiance)" from Kong in Concert
- 2005: Ministry (band) - "No W (Redux)" from Rantology
- 2007: Group 1 Crew – "Forgive Me" from the album Group 1 Crew
- 2007: Dream Theater – "In The Presence Of Enemies Part 2" from the album Systematic Chaos
- 2008: Jon Foreman – "The House of God, Forever" from the EP, Summer
- 2008: The Offspring – "Hammerhead" from the album Rise and Fall, Rage and Grace
- 2009: India.Arie, MC Lyte – "Psalms 23" from the album Testimony: Vol. 2, Love & Politics
- 2009: Rick Ross – "Valley of Death" from the album Deeper Than Rap
- 2010: Nas & Damian Marley – "Strong Will Continue" from the album Distant Relatives
- 2011: Hollywood Undead – "Hear Me Now" from the album American Tragedy
- 2011: Swift Manouver – "Melancholy" from the album "Beast Is At It's Best"
- 2013: The Black Dahlia Murder – "In Hell Is Where She Waits for Me" from the album Everblack
- 2013: Jay-Z – "Holy Grail" from the album Magna Carta Holy Grail
- 2013: Fall Out Boy - "Death Valley" from "Save Rock and Roll"

Tiếng Việt:
- "Đồng cỏ tươi", Hùng Lân
- "Chúa chăn nuôi tôi", Duy Thiên
- "Chúa chăn nuôi tôi", Phanxicô

### Mẫu âm thanh
| By Jessie S Irvine 02:47 Orchestral arrangement 5 Verses with intro Trục trặc khi nghe tập tin âm thanh này? Xem hướng dẫn . |  | By James Leith Macbeth Bain 02:36 Orchestral arrangement 5 Verses with intro Trục trặc khi nghe tập tin âm thanh này? Xem hướng dẫn . |